# Baix Maestrat
Baix Maestrat (em castelhano: Bajo Maestrazgo) é uma comarca da Comunidade Valenciana, na Espanha. Está localizada na província de Castelló, e sua capital é o município de Vinaròs. Limita com as províncias de Teruel, em Aragão, e Tarragona, na Catalunha, e com as comarcas valencianas de Ports, Plana Alta e Alt Maestrat.

## Municípios
| Município                 | População | Área   | Densidade |
| ------------------------- | --------- | ------ | --------- |
| Vinaròs                   | 28.290    | 95,46  | 296,35    |
| Benicarló                 | 26.486    | 47,86  | 553,41    |
| Peñíscola                 | 7.421     | 78,97  | 93,97     |
| Alcalà de Xivert          | 6.893     | 167,56 | 41,14     |
| Càlig                     | 2.020     | 27,47  | 73,53     |
| San Mateo                 | 1.979     | 64,62  | 30,63     |
| Traiguera                 | 1.502     | 59,76  | 25,13     |
| Rossell                   | 1.002     | 74,93  | 13,37     |
| San Jorge                 | 970       | 36,49  | 26,58     |
| Santa Magdalena de Pulpis | 791       | 66,49  | 11,90     |
| Chert                     | 754       | 82,51  | 9,14      |
| La Salzadella             | 751       | 49,92  | 15,04     |
| Canet lo Roig             | 724       | 68,67  | 10,54     |
| La Jana                   | 700       | 19,50  | 35,90     |
| Cervera del Maestre       | 642       | 93,24  | 6,89      |
| San Rafael del Río        | 483       | 21,15  | 22,84     |
| La Pobla de Benifassà     | 209       | 136,00 | 1,54      |
| Castell de Cabres         | 17        | 30,72  | 0,55      |